# Kolohe Andino
Kolohe Andino (San Clemente, 22 de março de 1994) é um surfista profissional norte-americano que está na ASP World Tour.

## Carreira
Kolohe Andino começou a surfar aos 10 anos e é o maior campeão do campeonato de surfe escolar nos Estados Unidos. Ele está na ASP World Tour desde 2012. Em janeiro de 2015, ele ganhou o "The World Surf League Surf City Pro" na Califórnia.